# Хусс, Даниэль
Даниэль Хусс (люкс. Daniel Huss) — люксембургский футболист.

## Биография
Выступал за клуб «Гревенмахер» с 1998 по 2014 год.
Выступал также за клубы «Стандард» и «Кайзерслаутерн». Чемпион Люксембурга 2003 года, обладатель кубка Люксембурга 2003 и 2008 года. Лучший бомбардир чемпионата Люксембурга 2003 года.
Был игроком национальной сборной. Провёл 12 матчей в отборочном турнире чемпионата мира.
Футболист года в Люксембурге 2010 года.